# Thalía
Thalía, właśc. Ariadna Thalía Sodi Miranda (ur. 26 sierpnia 1971 w mieście Meksyk) – meksykańska piosenkarka, aktorka. Sprzedała na całym świecie ponad 60 milionów swoich płyt.

## Życiorys
Urodziła się 26 sierpnia 1971 roku jako najmłodsza z pięciu córek meksykańskiego naukowca Ernesto Sodi Pallaresa i malarki Yolandy Mange. Ma cztery starsze siostry: Gabriele, Federicę, Laurę i Ernestinę. Swoje imię Thalía Ariadna zawdzięcza fascynacji matki kulturą grecką.
Już od najmłodszych lat rodzice skutecznie nakierowywali małą Thalíę na świat aktorstwa i muzyki zapisując ją na lekcje baletu i gry na fortepianie. W wieku 5 lat straciła ojca, na skutek szoku nie mówiła przez rok. Związana kiedyś z Fernandem Colungą. Żona producenta Tommy’ego Mottoli (od 2000 r.) i matka urodzonej w październiku 2007 r. córeczki Sabriny Sakae.

### Początki w świecie artystycznym
Od 1981 do 1984 brała udział w festiwalu dziecięcym Juguemos a Cantar („Gramy bawiąc się”), w którym najpierw występowała jako część zespołu, a potem jako solistka, śpiewając piosenkę Moderna Niña de Rock (Nowoczesna rockowa dziewczynka).
W 1984 wraz z matką obejrzała w teatrze przedstawienie „Vaselina” (Grease). Po przedstawieniu wraz z matką poszła za kulisy, by dowiedzieć się, w jaki sposób młoda Thalía mogłaby wziąć udział w przedstawieniu. Początkowo spotkała się z odmową, jednak potem dostała szansę wystąpienia w przedstawieniu. Początkowo odgrywała mało znaczące role, jednak z czasem dostała główną rolę „Sandy”.
W 1986 jeden z członków Timbiriche opuścił grupę i Thalía została wybrana, by go zastąpić. Od tej pory śpiewała, występowała i nagrywała płyty razem z zespołem, który składał się z: Eduarda Capetillo, Erick Rubína, Diego Schoening, Mariany Garza, Edith Márquez, Alix Bauer, Bibi Gaytán y Paulina Rubio. Wraz z zespołem nagrała 4 płyty.
Jednocześnie dostała propozycję zagrania w telenoweli La pobre señorita Limantour (Biedna panienka Limantour). Producentka meksykańska, Carla Estrada zaoferowała jej rolę w Quinceañera (Piętnastolatka). Thalía dostała swoją pierwszą w życiu główną rolę. Telenowela odniosła sukces, który jednak nie został powtórzony przez kolejną Luz y sombra. Potem Thalía na jakiś czas skupiła się na karierze muzycznej, by w 1992 roku wrócić na mały ekran rolą w Maríi Mercedes. Telenowela ta odniosła tak ogromny sukces, że Thalía została okrzyknięta królową telenowel. Potem w 1994 zagrała w Marimar i w 1996 w María la del barrio (Maria z przedmieścia), które odniosły jeszcze większy sukces. Jako że we wszystkich tych trzech telenowelach bohaterka Thalíi miała na imię María, zostają one nazwane mianem Trylogii 3 Marii. W 1999 roku Thalía zagrała główną rolę w telenoweli Rosalinda, która mimo niewielkiej oglądalności w rodzinnym Meksyku na świecie odniosła ogromny sukces.

### Thalía jako solistka
W 1989 roku po opuszczeniu Timbiriche Thalía wraz z narzeczonym Alfredem Díazem Ordazem wyjechała do USA by rozpocząć przygotowania do swojej debiutanckiej płyty. Powróciła w 1990 roku wraz z krążkiem „Thalía.
Rok później płytą Mundo de cristal umocniła swoją pozycję na rynku muzycznym. Potem Thalía wyjechała do Hiszpanii by wraz z Emilio Aragonem prowadzić i występować w programie w telewizji – VIP Noche.
W 1992 roku Thalía wydała płytę Love. Została za to uhonorowana platynową płytą.
W 1995 podpisała kontrakt z wytwórnią EMI Music Mexico i wydała pierwszy singiel promujący nowy album. Piosenka „Piel morena” z dnia na dzień stała się hymnem Meksykanów.
Sukces poza granicami Meksyku przyniósł jej wydany w 1995 roku album En Éxtasis, którego głównym producentem był Emilio Estéfan Jr.
W 1997 roku została wybrana by zaśpiewać po hiszpańsku i portugalsku piosenki do animowanego filmu Anastasia.
Nagrała przeznaczoną na rynek filipiński płytę Nandito ako, na której śpiewa w języku tagalog (używanym na Filipinach), po hiszpańsku i angielsku.
W lipcu 1997 roku na rynku pojawiła się kolejna solowa płyta Amor a la mexicana, która umocniła pozycję Thalii na światowym rynku muzycznym. Płyta zawierała takie przeboje, jak tytułowy utwór „Amor a la mexicana”, ponadto: „Mujer Latina” i „Por Amor”. W 1998 roku francuski oddział wytwórni EMI wydał na swoim rynku album „Por Amor” zawierający materiał z płyty „Amor a la Mexicana”, zremiksowaną, taneczną wersję tytułowej piosenki i remiks hitu „Piel Morena”. Thalia występowała na największych francuskich scenach. Pojawiała się w programach telewizyjnych, gdzie z dużym powodzeniem promowała to wydawnictwo.
W 2000 roku, po 3 latach przerwy, Thalía nagrała płytę Arrasando, gdzie 9 z 12 piosenek zostało napisanych przez nią. Płyta w samych Stanach Zjednoczonych uzyskała status potrójnej platyny sprzedając się w nakładzie ponad 2 milionów egzemplarzy.

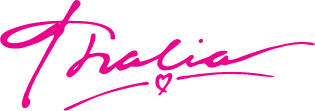
Logo Thalia

W 2001 Thalia nagrała płytę „Con Banda – Grandex Exitos” zawierającą największe przeboje nagrane w rodzimym, meksykańskim stylu Con Banda. Album największą popularność zdobył poza Meksykiem.
2002 rok i kolejny album, zatytułowany tak jak pierwszy „Thalia”. Kolejny sukces na światowych listach przebojów. Singlowe utwory „Tu y To”, „No Me Ensenaste” i cover piosenki zespołu Alaska Y Dinarama „A Quien le Importa?” szybko zdobyły popularność na całym świecie.
2003 i pierwszy anglojęzyczny – światowy album, również zatytułowany „Thalia”. Płyta wydana przez Virgin Records America i EMI Latin. Płyta muzycznie zupełnie inna od wcześniejszych albumów. Bardziej „amerykańska”, więcej czarnych rytmów: soul, R’n’B. Singlem promującym album została piosenka „I Want You” (hiszpańska wersje „Me Pones Sexy”), nagrana z udziałem rapera Fat Joe.
Rok 2003 to także pierwsza płyta Thalii z remiksami. Album „Thalia’s Hits Remixed” to jeden z najlepiej sprzedających się albumów z remiksami w dziejach historii muzyki. Była to także pierwsza płyta oficjalnie wydana w Polsce przez wytwórnię Pomaton EMI.
W 2004 roku ukazała się płyta „Greatest Hits” zawierająca 14 singlowych piosenek nagranych od 1995 roku dla wytwórni EMI, oraz dwie nigdy wcześniej niepublikowane piosenki „Accion y Reaccion” i „Cuando tu me Tocas”. Płyta ukazała się w trzech wersjach: jako CD, DVD i zestaw CD/DVD.
Rok 2005 to album „El Sexto Sentido”, który promowała piosenka „Amar Sin Ser Amada”. Album zawierał również 3 piosenki w wersji anglojęzycznej i jako bonus, utwór Seleny – „Amor Prohibido”. W 2006 roku ukazała się reedycja płyty „El Sexto Sentido Reloaded” zawierająca dodatkowo 3 nowe piosenki, w tym singlowy „No, no, no” nagrany w duecie z Romeo Santosem z grupy Aventura.
Kolejna płyta, „Lunada”, ukazała się tuż przed wakacjami 2008 roku. Wyprodukowana przez Emilio Estefana, jr., zawierała klimatyczne, letnie rytmy. W tym samym czasie Thalia chorowała na boreliozę, przez co ucierpiała promocja albumu. Sama wytwórnia EMI też nie przyłożyła się do promocji. Skończyło się na jednym singlu „Ten Paciencia” – który nie zdołał zawojować list przebojów. Wszystko to spowodowało, że po 13 latach bardzo owocnej współpracy – Thalia zakończyła swoją przygodę z wytwórnią EMI i zerwała kontrakt, argumentując, że firma ostatnio boryka się z wieloma problemami i nie jest w stanie w należyty sposób promować swoich artystów.
Pierwsza w karierze płyta live, „Primera Fila” ukazała się w grudniu 2009 nakładem Sony Music Latin i jest rejestracją dwóch koncertów. Thalia wykonała na nich zarówno nowe piosenki, jak i covery utworów innych artystów. Nie zabrakło także największych przebojów. Singiel promujący, przejmująca ballada „Equivocada” po latach wyniosła piosenkarkę znowu na szczyty list przebojów, a płyta zarówno CD, jak i DVD sprzedała się w milionowych nakładach, w samym Meksyku pokrywając się czterokrotną platyną.
W 2012, po śmierci matki, Thalia nagrała nostalgiczny album „Habitame Siempre”. Wśród gości zaproszonych do współpracy znaleźli się Robbie Williams, Michael Bublé, Prince Royce, czy Gilberto Santa Rosa.

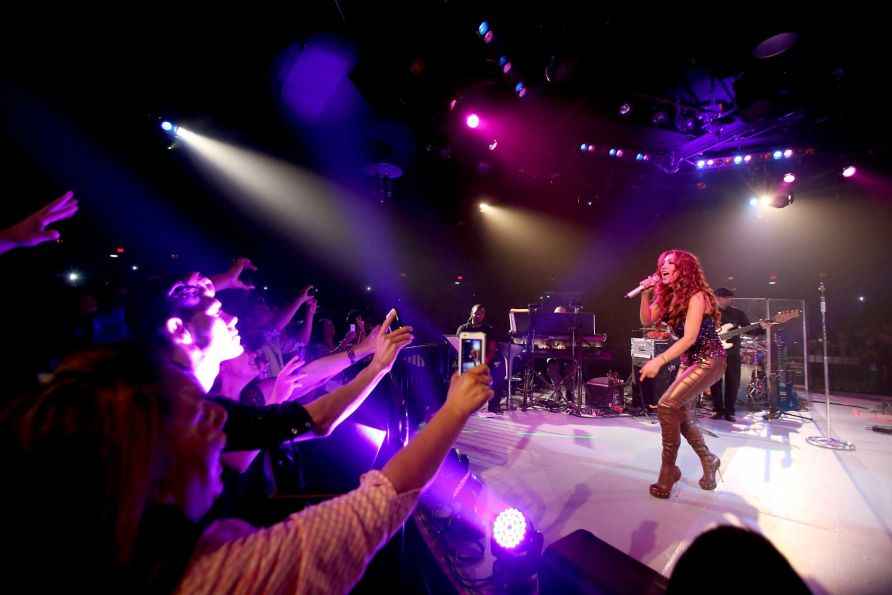
VIVA TOUR by THALIA

Album osiągnął wielki sukces, dzięki temu Thalia po wielu latach pojawiła się na scenie. Trasa koncertowa „VIVA Tour!” to 9 koncertów w USA i 2 w stolicy Meksyku. W trakcie tych koncertów zarejestrowano kolejny album koncertowy. „Thalia VIVA TOUR En VIVO” ukazał się nakładem Sony Music Mexico w marcu 2013.
Lata 2014–2016 to kolejne dwa albumy. „Amore Mio” wydany przez Sony w 2014 roku, zawierający całkowicie nowe piosenki i „Latina”, płyta wydana w 2016 roku, promowana hitowym singlem „Desde Esa Noche” nagranym z kolumbijskim muzykiem Malumą.
W 2018 roku ma ukazać się nowy album gwiazdy, do współpracy przy którym zaprosiła najlepszych kompozytorów i autorów, odpowiedzialnych między innymi za hit Luisa Fonsi – „Despacito”.
Album „Valiente” ukazał się w październiku 2018 roku. Pierwszym singlem z płyty była piosenka „No Me Acuerdo” nagrana z udziałem wokalistki Natti Natashy. Piosenka okazała się hitem na skale światową, co udowadnia imponujący wynik wyświetleń na YouTube. Ponad 1,2 miliarda (kwiecień 2021). Drugim singlem z płyty („Lento”) była kolejna kolaboracja, tym razem z Gente de Zona – kubańskim zespołem reggaeton. Trzeci singiel Thalia nagrała z argentyńską gwiazdą Lali Esposito. Utwór „Lindo Pero Bruto” i wyjątkowy klip do Niego szybko zyskały serca fanów.

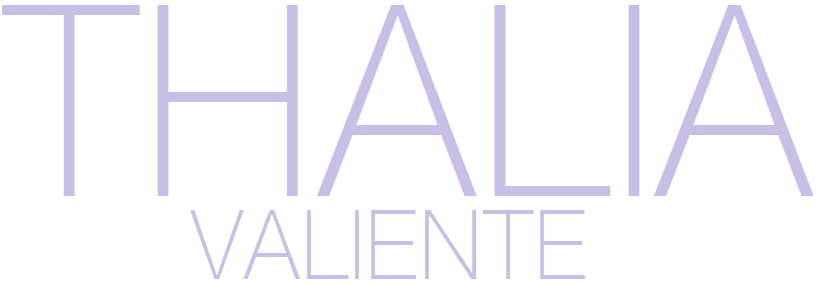
„Valiente” album

Z płyty „Valiente” pochodzi jeszcze jeden wyjątkowy utwór. Piosenka „Me oyen, me escuchan” to zbiór słów, które Thalia nagrała na jednym filmiku na swoim profilu na Instagramie. Dodanie wersu Tiki Tiki Tim, Tiki Tiki Tam spowodowało ogólnoświatowy trend challange, gdzie fani ukazując różne pomysły na ten fragment właściwie stworzyli z niego nową, odrębną piosenkę. Tym sposobem Thalia wyprodukowała utwór, nadając mu charakter piosenki i trafił on na album „Valiente” jako bonus.
Końcówka 2019 roku i rok 2020 to już pierwsze zmagania z pandemią COVID-19. Nie przeszkodziło to Thalii zaprezentować się w kilku odsłonach. Już w styczniu 2020 premierę miał nowy singiel „Ya Tu Me Conoces” w duecie Mau i Ricky (przy okazji Panowie skomponowali utwór). Miesiąc później ukazała się piosenka „Lo Siento Mucho” w duecie z meksykańskim zespołem Rio Roma. W marcu światło dzienne ujrzała produkcja z brazylijskim artystą Pabblo Vitarem – „Timida” i mega odważny teledysk. Utwór ten mimo zastosowania jęz. angielskiego i hiszpańskiego ukłon w stronę brazylijskiej publiczności. Kolejne produkcje to „Estoy Soltera” z Laslie Shaw i Fariną. Współpraca z Fariną tak przypadła Thalii do gustu (ewidentnie dziewczyny bardzo się polubiły), że niedługo później pojawiły się dwa nowe utwory tego duetu. „Piosenka Fariny „Ten Cuidao” z udziałem Thalii i „Tick Tock” z Fariną i Sofią Reyes. Rok 2020 to także singiel „La Luz” z Mikiem Towersem i druga z cyklu płyta z piosenkami dla dzieci „Viva Kids Vol.2"
Tuż po majówce 2021 Thalia ogłosiła premierę nowej płyty na 14 maja 2021. Album „desAMORfosis” zawierać będzie 14 piosenek, w tym 3 już znane („Ya Tu Me Conoces”, „La Luz” i „Tick Tock”). W poniedziałek 8 maja Thalia upubliczniła nowy (pierwszy od dawna zupełnie solowy) utwór „Mojito” – który zaprezentowała na żywo 9 maja na antenie Univision w koncercie (który bagatela sama prowadziła) Latin Grammy Celebra Las Muyeres. 11 maja ogłosiła premierę klipu do nowej piosenki, która odbędzie się w poniedziałek 17 maja 2021.

## Dyskografia
- Thalía(inne języki) (1990)
- Mundo de Cristal (1991)
- Love(inne języki) (1992)
- En éxtasis(inne języki) (1995)
- Amor a la Mexicana(inne języki) (1997)
- Arrasando (2000)
- Thalía(inne języki) (2002)
- Thalía (English)(inne języki) (2003)[5]
- El Sexto Sentido(inne języki) (2005)[6]
- Lunada(inne języki) (2008)[7]
- Habítame siempre (2012)[8]
- Viva Kids Vol. 1 (2013)
- Amore Mío (2014)[9]
- Latina (2016)
- Valiente (2018)
- Viva Kids Vol. 2 (2020)
- desAMORfosis (2021)
- Thalia`s Mixtape (2023)
- A Mucha Honra (2024)

## Albumy live i kompilacje
- Nandito Ako (1997)
- Con Banda Grandes Exitos (2001)
- Thalia’s Hits Remixed (2003)
- Greatest Hits (2004)
- El Sexto Sentido Re-Loaded(inne języki) (2006)
- Primera Fila [Live] (2009)[10]
- Primera Fila ...Un Ańo Despues [Live] (2010)
- Habitame Siempre Edicion Especial CD/DVD/Blu-Ray (2012)
- Thalia (Brasil) (2013)
- Viva Tour en Vivo [Live] (2013)